# Crosscurrents
Crosscurrents es un álbum de estudio del pianista estados unidos de jazz Bill Evans, grabado el 28 de febrero y los dos primeros días del mes de marzo en el año 1977, y publicado en 1978 por el sello Fantasy Records como F 9568. Dura aproximadamente cincuenta y dos minutos. El crítico musical Scott Yanow del sitio Allmusic le dio cuatro estrellas y media de cinco, y lo llamó «superior». Contiene nueve temas. En la lista Jazz Albums de la revista estadounidense Billboard alcanzó el puesto diecisiete.

## Lista de canciones
1. «Eiderdown» (Steve Swallow) – 8:21
2. «Ev'ry Time We Say Goodbye» (Porter) – 3:31
3. «Pensativa» (Clare Fischer) – 5:39
4. «Speak Low» (Nash, Weill) – 6:34
5. «When I Fall in Love» (Heyman, Young) – 4:18
6. «Night and Day» (Porter) – 6:06

Bonus tracks en la reedición del disco compacto:
1. «Eiderdown» [Take 9] – 5:38
2. «Ev'ry Time We Say Goodbye» [Take 7] – 3:30
3. «Night and Day» [Take 9] – 7:05

- Fuente:[1]